# Kōji Murofushi
Kōji Alexander Murofushi (jap. 室伏 アレクサンダー 広治 Murofushi Arekusandā Kōji; * 8. Oktober 1974 in Numazu, Präfektur Shizuoka) ist ein ehemaliger japanischer Leichtathlet. Der Hammerwerfer ist Olympiasieger und Weltmeister.

## Karriere
Murofushi startete bei den Weltmeisterschaften 1995 in Göteborg, 1997 in Athen und 1999 in Sevilla, kam aber über einen zehnten Platz (1997) nicht hinaus. Bei den Olympischen Spielen 2000 in Sydney wurde er Neunter.
Mit dem Silbergewinn bei den Weltmeisterschaften 2001 in Edmonton stieß er zur Weltspitze vor. 2002 wurde er Asienmeister, und am 29. Juni 2003 gelang ihm in Prag der weiteste Wurf der letzten 15 Jahre: 84,86 m. Es folgte eine Bronzemedaille bei den Weltmeisterschaften 2003 in Paris/Saint-Denis.
Im Hammerwurffinale bei den Olympischen Spielen 2004 in Athen belegte er mit 82,91 m zunächst den Silberrang. Nachdem der ursprüngliche Erstplatzierte, der Ungar Adrián Annus, wegen der Verweigerung eines Dopingtests disqualifiziert wurde, erhielt Murofushi die Goldmedaille.
2007 wurde er vor heimischem Publikum Sechster bei den Weltmeisterschaften in Osaka. Bei den Olympischen Spielen 2008 in Peking wurde er Fünfter.
Bei den Weltmeisterschaften 2011 in Daegu gewann Murofushi den Titel mit 81,24 m. Acht Jahre nach seinem Olympiagold in Athen durfte sich Murofushi noch einmal über eine Medaille erfreuen. In London holte er 2012 die Bronzemedaille.
Der in Japan äußerst populäre Sportler ist 1,87 m groß und wiegt 97 kg. Er entstammt einer Leichtathletenfamilie. Seine Schwester Yuka Murofushi ist eine Diskus- und Hammerwerferin. Auch sein Vater Shigenobu Murofushi war Olympiateilnehmer (München, Montreal, Los Angeles) und hielt 23 Jahre lang den japanischen Hammerwurfrekord. Seine Mutter, Serafina Moritz, ist eine ehemalige rumänische Speerwerferin aus Timișoara. Sie war Europameisterin der Junioren in Leipzig 1968 und rumänische Landesmeisterin 1970, bevor sie 1972 Shigenobu Murofushi an der Universität Turin kennenlernte und mit ihm nach Japan zog. In den 1980er Jahren trennte sich das Paar und Moritz ließ sich in den Vereinigten Staaten nieder.
Nachdem er bei den japanischen Meisterschaften im Juni 2016 mit 64,74 m und dem 12. Platz die Qualifikation für seine fünften Olympischen Spiele in Folge verpasste, gab Murofushi seinen Rücktritt bekannt. Momentan ist er Sportdirektor des Organisationskomitees der Olympischen Spiele in Tokio 2020.